# جولین برلیه
جولین برلیه (انگلیسی: Julien Brellier؛ زادهٔ ۱۰ ژانویهٔ ۱۹۸۲) بازیکن فوتبال اهل فرانسه است.
از باشگاه‌هایی که در آن بازی کرده‌است می‌توان به باشگاه فوتبال اینتر میلان، باشگاه فوتبال سیون، باشگاه فوتبال سالرنیتانا، باشگاه فوتبال ونتزیا، باشگاه ورزشی مون‌پلیه، باشگاه فوتبال هارت آف میدلوتیان، و باشگاه فوتبال نوریچ سیتی اشاره کرد.